# Breisgau-S-Bahn GmbH

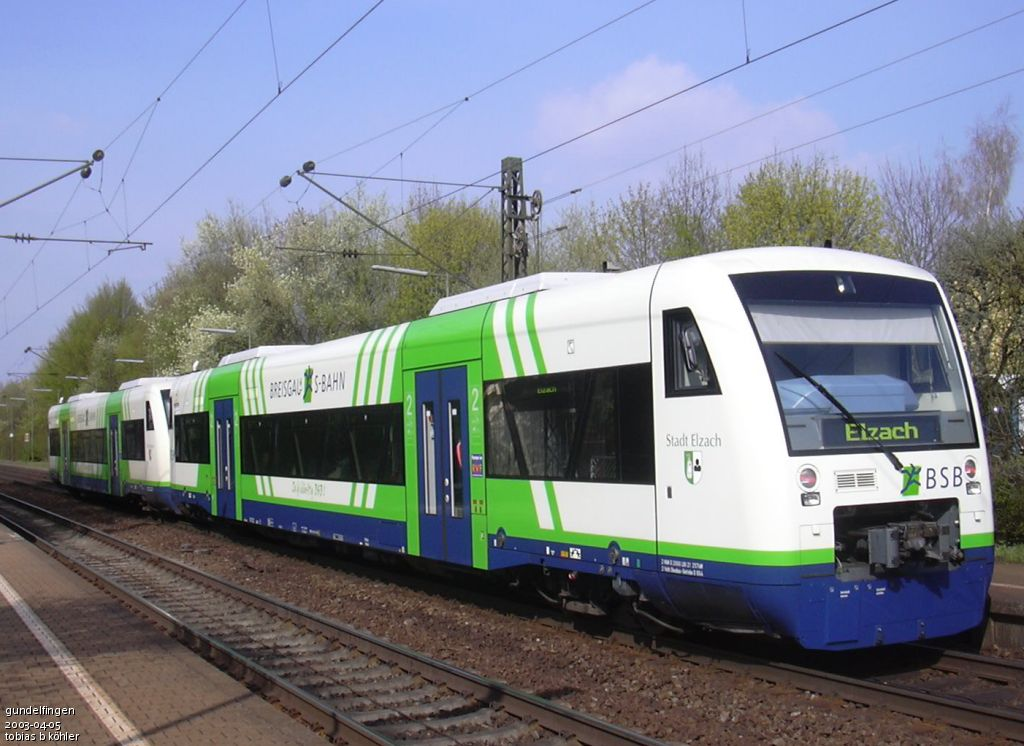
Triebzug der Breisgau-S-Bahn als Doppeltraktion in Gundelfingen

Die Breisgau-S-Bahn GmbH (BSB) war ein regionales Eisenbahnverkehrsunternehmen (EVU), das 1995 als Tochtergesellschaft der Freiburger Verkehrs AG (VAG) und der Südwestdeutschen Verkehrs-AG (SWEG) gegründet wurde. Sie betrieb ab 1997 die Schienenverkehre auf der Breisachbahn und ab 2002 der Elztalbahn. Dafür nutzte sie Dieseltriebwagen des Typs RegioShuttle, die im Betriebszentrum der Kaiserstuhlbahn in Endingen am Kaiserstuhl beheimatet waren.
Das Unternehmen war beteiligt an der Umsetzung des Nahverkehrskonzeptes „Breisgau-S-Bahn 2005“, das S-Bahn-artigen Verkehr auf ihren nicht-elektrifizierten Strecken umfasste. Dieses wurde unter dem Titel „Breisgau-S-Bahn 2020“ weiterentwickelt und umfasst eine Elektrifizierung der befahrenen Strecken. Mit dem Start der Elektrifizierung, die ab 2019 (Breisachbahn) bzw. 2020 (Elztalbahn) erfolgte, endete der Fahrbetrieb der Breisgau-S-Bahn.
Die rechtliche Eigenständigkeit der Gesellschaft endete bereits im Dezember 2017, als das Unternehmen mit seiner Muttergesellschaft, der SWEG Südwestdeutsche Verkehrs-Aktiengesellschaft, verschmolzen wurde.

## Geschichte
Am 24. Januar 1996 erhielt die Breisgau-S-Bahn GmbH die Zulassung als Eisenbahnverkehrsunternehmen. Seit dem 1. Juni 1997 erbrachte sie auf der Breisacher Bahn von Freiburg (Breisgau) Hauptbahnhof nach Breisach Leistungen im Schienenpersonennahverkehr (SPNV). Ab dem 15. Dezember 2002 kamen Verbindungen von Freiburg im Breisgau nach Elzach über ein Teilstück der Rheintalbahn und auf der Elztalbahn hinzu.
1999 nutzten etwa 1,5 Millionen Menschen die Breisgau-S-Bahn. Die Fahrgastzahlen stiegen Jahr für Jahr stetig. So wurden im Jahr 2006 schon 6,5 Millionen Fahrgäste befördert, drei Jahre später waren es 7,28 Millionen und 2011 7,45 Millionen. Dies entspricht einem Zuwachs von 480 Prozent binnen zehn Jahren.
Eigentümer der Gesellschaft waren bis zum 31. Dezember 2012 zu je 50 Prozent die Freiburger Verkehrs AG, die der Stadt Freiburg gehört, und die im Besitz des Landes Baden-Württemberg befindliche Südwestdeutsche Verkehrs-AG.
Seit dem 1. Januar 2013 und dem Ausstieg der VAG lagen die Anteile zu 100 Prozent bei der Südwestdeutschen Verkehrs-AG.
Die SWEG hatte sich für den Weiterbetrieb der Strecken im Rahmen der Breisgau-S-Bahn nach 2019/20 beworben und dabei im Juli 2017 das Netz 9b „Freiburger Y“ („Elztalbahn“ (S2) Freiburg Hbf – Elzach (Fertigstellung 2021), „Kaiserstuhlbahn“ Breisach – Riegel-Malterdingen (S5) und „Münstertalbahn“ Bad Krozingen – Münstertal (S3)) gewonnen. Im Dezember 2017 wurde die Breisgau-S-Bahn GmbH auf ihre Muttergesellschaft SWEG verschmolzen, jedoch blieb Breisgau-S-Bahn als Marke bis zum Ende der Vertragslaufzeit erhalten.

## Verbindungen
Die Breisgau-S-Bahn fuhr nach Breisach und nach Waldkirch werktags jeweils im Halbstundentakt, zwischen Waldkirch und Elzach, im Stundentakt. Die Strecken wurden täglich von etwa 05:00 Uhr bis 24:00 Uhr befahren. Das gesamte Netz liegt komplett im Regio-Verkehrsverbund Freiburg (RVF).
- KBS 702 (Rheintalbahn): Freiburg – Denzlingen
- KBS 703 (Elztalbahn): Denzlingen – Waldkirch – Elzach
- KBS 729 (Breisacher Bahn): Breisach – Gottenheim – Freiburg

Die befahrenen Strecken stehen im Eigentum der DB Netz AG.

## Fahrzeuge

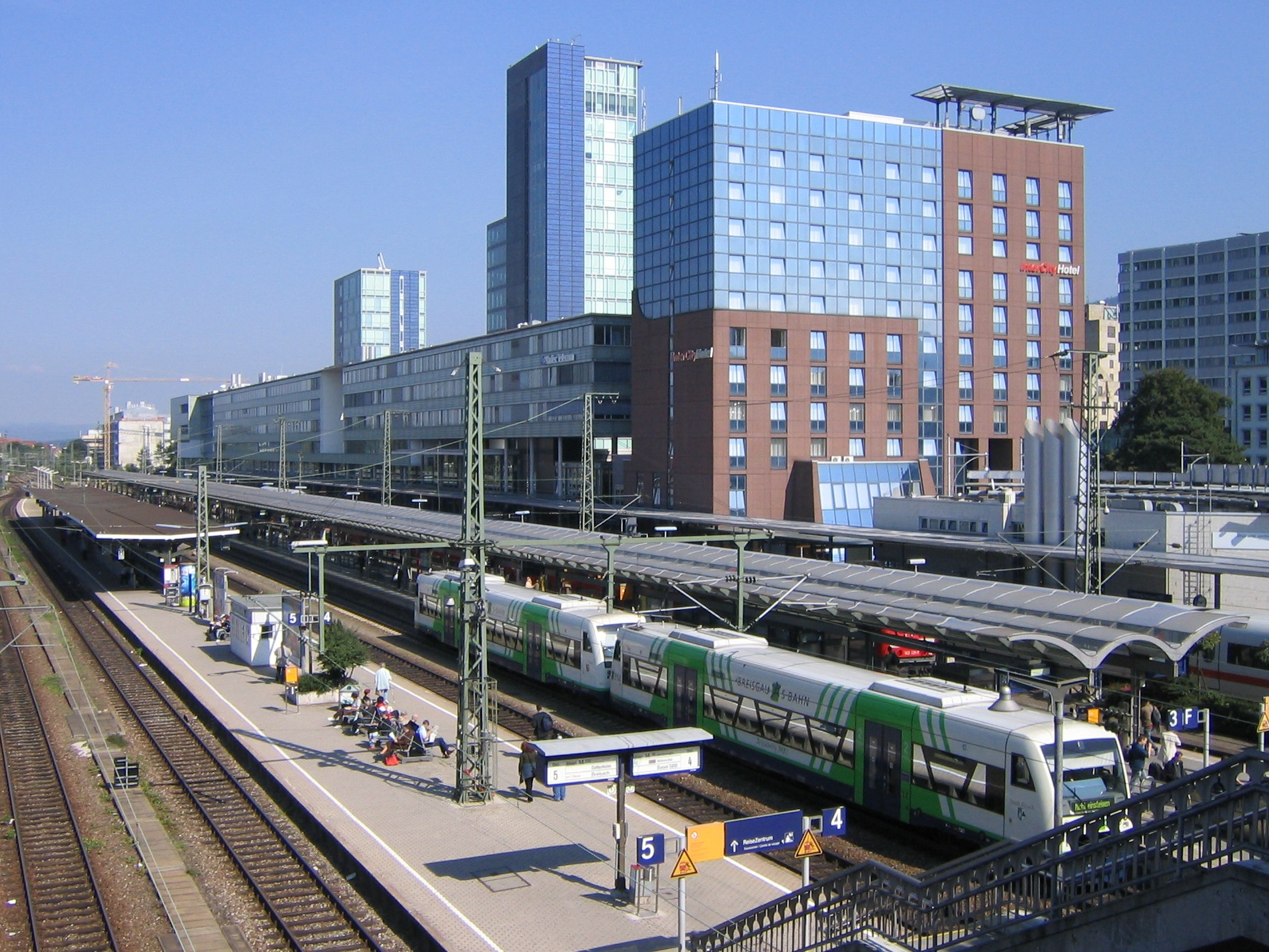
Breisgau-S-Bahn in Doppeltraktion im Freiburger Hauptbahnhof

Als Fahrzeuge wurden 21 Dieseltriebwagen vom Typ Stadler Regio-Shuttle RS 1 eingesetzt, die beim Verkehrsbetrieb Breisgau–Kaiserstuhl der SWEG in Endingen am Kaiserstuhl beheimatet sind. Die Triebwagen VT 001 bis 009 sind Fahrzeuge des Herstellers Adtranz (Typ: Adtranz Regio-Shuttle RS1) Baujahr 1997/98, die anderen stammen von der Stadler Rail (Typ: Stadler Regio-Shuttle RS1), VT 010 bis 019 Baujahr 2002, VT 020 und 021 Baujahr 2005.
Beide Bautypen haben einige Unterschiede – so verfügt der Triebwagen der Stadler Rail beispielsweise über visuelle sowie akustische Informationssysteme. Außerdem verfügen die Stadler-Triebwagen an der Front sowie am Heck über Zusatzscheinwerfer (Fernlicht) unterhalb des kombinierten Spitzen- und Schlusssignals, was beim Triebwagen der Adtranz nicht der Fall ist, des Weiteren sind in den Wagen der Stadler Rail Toiletten integriert, bei den Triebwagen von Adtranz jedoch nicht.
Seit 2017 wurden zur Verstärkung regelmäßig die Züge VT 501 bis 505 der SWEG bei der Breisgau-S-Bahn eingesetzt.
| Fahrzeugbezeichnung | Fahrzeugname                |
| ------------------- | --------------------------- |
| VT 001              | –                           |
| VT 002              | –                           |
| VT 003              | –                           |
| VT 004              | Wasenweiler                 |
| VT 005              | Ihringen am Kaiserstuhl     |
| VT 006              | Gottenheim                  |
| VT 007              | Stadt Freiburg im Breisgau  |
| VT 008              | Breisach – Brücke zu Europa |
| VT 009              | Gemeinde March              |

| Fahrzeugbezeichnung | Fahrzeugname                       |
| ------------------- | ---------------------------------- |
| VT 010              | Winden im Elztal                   |
| VT 011              | Gundelfingen                       |
| VT 012              | Stadt Elzach                       |
| VT 013              | Stadt Waldkirch                    |
| VT 014              | Gutach                             |
| VT 015              | Zwei-Tälerland                     |
| VT 016              | Denzlingen                         |
| VT 017              | Stadt Freiburg                     |
| VT 018              | –                                  |
| VT 019              | –                                  |
| VT 020              | Landkreis Emmendingen              |
| VT 021              | Landkreis Breisgau-Hochschwarzwald |

## Unfälle
Am Nachmittag des 22. September 2014 prallte ein Zug der Breisgau-S-Bahn an einem unbeschrankten Bahnübergang im Ihringer Gewerbegebiet gegen einen LKW. Dabei starben der Fahrer des LKW und ein Fahrgast, fünf weitere Fahrgäste wurden leicht verletzt. Insgesamt waren etwa 100 Rettungskräfte im Einsatz. Der betroffene Triebwagen VT 012 wurde schwer beschädigt und im Laufe des Jahres 2015 bei Stadler Rail in Berlin wieder instand gesetzt. Zudem gab es auf der Elzalbahn am ehemaligen Unbeschrankten Bahnübergang in Buchholz eine Kollision mit einem Kastenwagen. Der betroffene VT 018 wurde wieder instant gesetzt. Der Bahnübergang wurde bis zum Beginn des Umbaus im Februar 2020 gesperrt. VT 018 und VT 011 wurden zunächst in die Abstellgruppe des Bahnhofes Waldkirch abgestellt, damit der Betrieb auf der Elzalbahn weiterlaufen kann.